# Каланчак (пункт пропуску)
46°08′54.5″ пн. ш. 33°37′49.1″ сх. д. / 46.148472° пн. ш. 33.630306° сх. д.
Каланчак — тимчасовий пункт пропуску через адміністративний кордон України на межі з анексованим Росією Кримом.
Розташований в Каланчацькому районі Херсонської області, неподалік Армянська, на автошляху E97.
Вид пункту пропуску — автомобільний. Статус пункту пропуску — спеціальний.
Характер перевезень — пасажирський, вантажний.
Види контролю — прикордонний, митний, радіологічний, ветеринарний, санітарний.
Режим роботи — цілодобово.
У листопаді 2019 року пункт пропуску було реконструйовано.
У зв'язку з існуванням ВЕЗ «Крим», у 2014—2021 роках на КПВВ «Каланчак» діяв митний контроль.

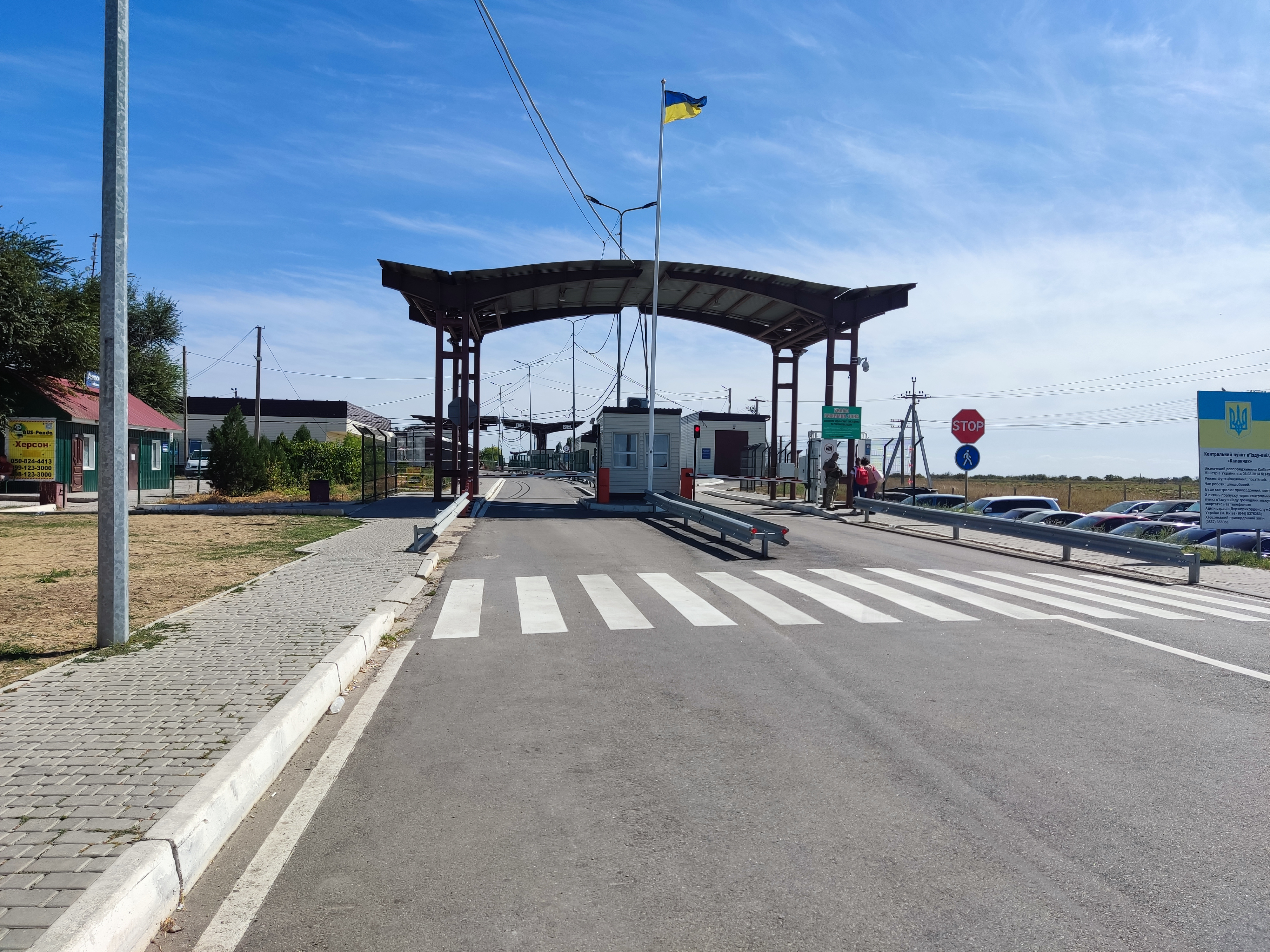
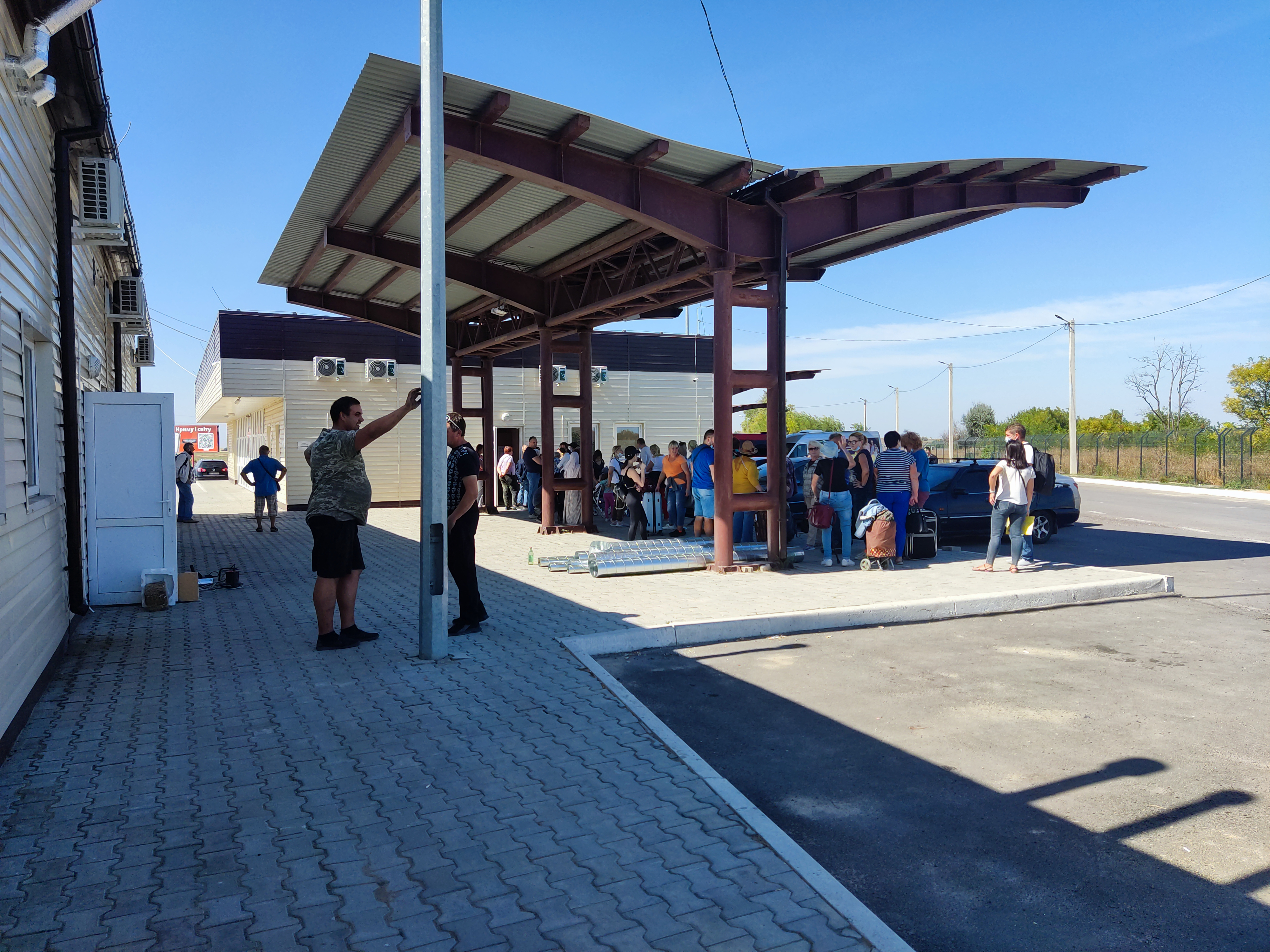
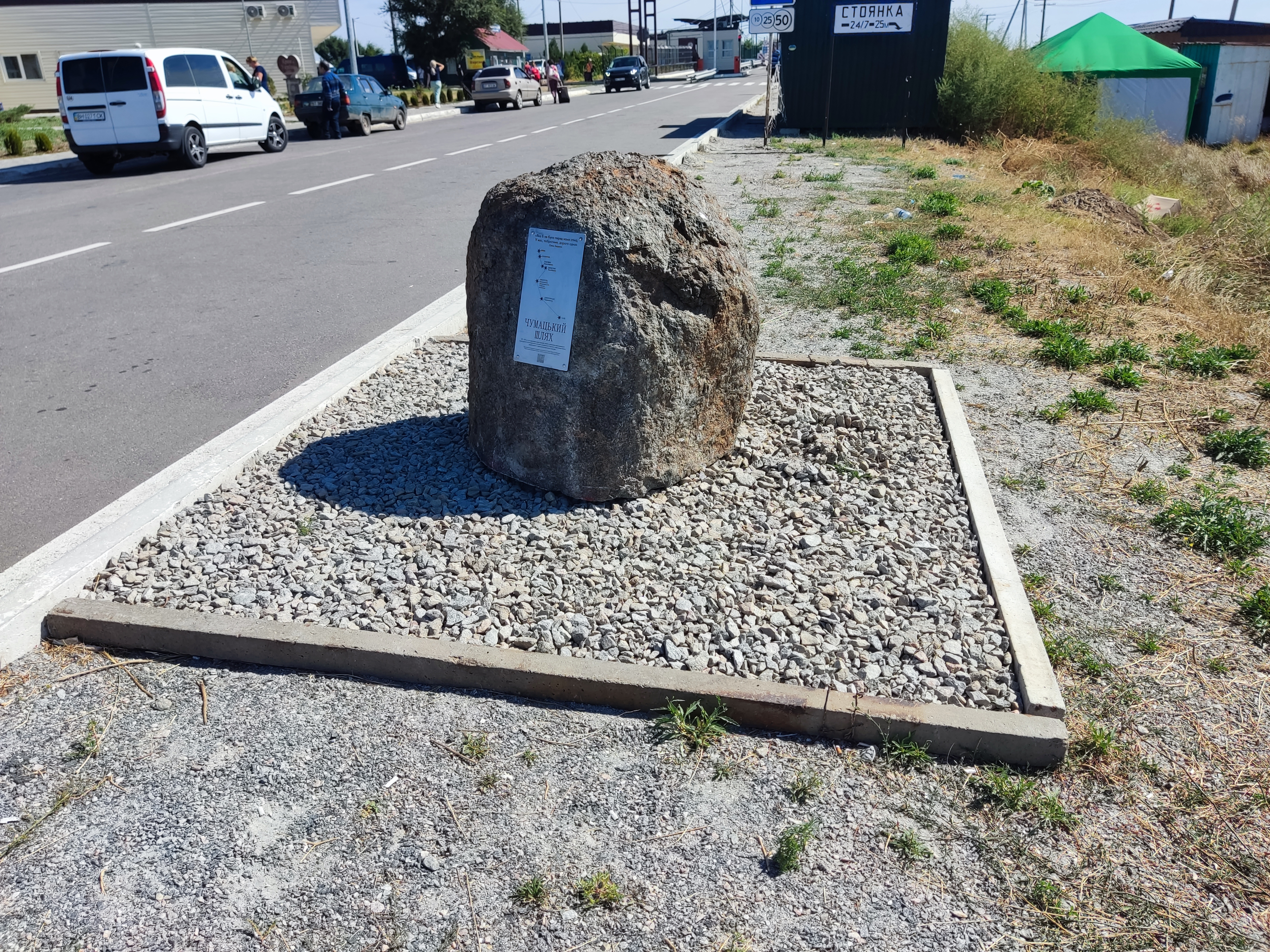

Вранці 24 лютого 2022 року російські війська обстріляли КПП "Каланчак"
Того ж дня росіяни розпочали вторгнення на Херсонщину,також скориставшись Пунктом Пропуску